# Orrorin tugenensis
A Orrorin tugenensis (szinonimaként Praeanthropus tugenensis) egy feltételezett korai Homininae faj, a becslés szerint 6,1-5,7 millió éves, és  2000-ben fedezték fel. Nincs megerősítve hogy az Orrorin kapcsolatban áll a modern emberrel. A felfedezése egy ellenérv volt azzal a  hipotézissel szemben hogy az australopithecinek ember ősök, de ez utóbbi maradt az emberi evolúció leguralkodóbb hipotézise.
A 20 mintát találtak 2007-ig a beleértve: egy alsó állkapocs hátsó részének két darabját; egy szimfízist és néhány izolált fogat; három combcsont töredéket; részleges felkarcsontot; egy proximális ujjpercet; és egy disztális hüvelykujj ujjpercet. A fogai a  testméretéhez képest viszonylag kicsik voltak. A fogazata eltért az Australopithecusétól abban hogy az őrlő és kisőrlő fogai kisebbek voltak és kevésbé voltak hosszúak meziodisztálisan, és Ardipithecusétól abban hogy a fogzománca vastagabb volt. A szemfogai majomszerűk de redukáltak, mint a miocén kori majmoké és a nőstény csimpánzoké. Kis kisőrlőfogai voltak volt mint a modern embereknek, míg a robusztus Australopithecusoknak nagyobb kisőrlőfogaik voltak. A combcsontban a combcsontfej gömbölyű és anteriorálisan elforgatott; a combcsontnyak megnyúlt és részben ovális, és a trochanter minor mediálisan kiáll. Míg ezek azt sugallják hogy kétlábú volt, a többi koponya alatti bizonyíték azt jelzi hogy fákra mászott. Míg a proximális ujjpercek görbék voltak, a disztális hüvelykujj  ujjpercek emberi arányúak voltak és így szerszámkészítéssel társították őket, de valószínűleg markolási képességekkel társíthatók ebben a kontextusban a famászásra használva. A fő hasonlóság az hogy a Orrorin combcsontja morfológiailag közelebb áll a H. sapienséhez, mint Lucyé; van azonban némi vita ezen a ponton túl. A Lukeino-formációban talált egyéb kövületek (levelek és sok emlős) azt mutatják, hogy az Orrorin száraz örökzöld erdei környezetben élt, nem a szavannán amit az emberi evolúcióról szóló számos elmélet feltételez.
Kenya Tugen-hegységében, a Baringo-tó közelében került elő, innen a típuspéldány katalógusszáma: BAR 1002'00. 2000-ben a Brigitte Senut és Martin Pickford vezette francia expedíció találta, majd a 2001-es publikációjukban az egyetlen lelet alapján új fajt és nemet írtak le. 2004-ben a Praeanthropus nemet javasolták. A besorolás még nem végleges.
A környékbeli miocén-pliocén vulkanizmus jó lehetőséget adott a kormeghatározásra. A lelet nem régebbi 6,1 millió évnél és nem fiatalabb 5,8 millió évnél.
A lelet 13 csonttöredékből állt, amelyek legalább öt egyedtől származnak. Egyedi fogak, két állkapocs részei, kar- és lábcsontok töredékei. A lelet különös érdekessége, hogy bizonyította az Australopithecus afarensisnél jó három millió évvel régebbi kétlábú emberféle létezését. Lucy felfedezése idején már a hárommillió éves lelet is nagyon messzire vitte vissza az időben az emberfélék evolúciós ágát, ez a lelet azonban azt is a duplájára növelte. Sőt az Orrorin combcsontja közelebb áll a mai Homo sapienshez, mint Lucyé.
Az Orrorin tugenensis mérete megegyezett a mai csimpánzzal, két lábon közlekedett, apró fogai (köztük a kicsiny szemfog) gyümölcsevő életmódra utal. A leletkörnyezet arra mutat, hogy trópusi esőerdős környezetben élt, ellentétben a szavannás emberi evolúció-modellekkel. Mindezek ellenére a leletek jellegei azt mutatják, hogy ez a hatmillió éves faj közelebbi rokona a mai embernek, mint az Australopithecus afarensis, ezért az emberi evolúciós ág eddig ismert legkorábbi képviselője, és teljesen más megvilágításba helyezi az Australopithecusok és Ardipithecusok rokonságát: eszerint ezek nem voltak az ember ősei.

## Lásd még
- Orrorin
- BAR 1002'00
- Praeanthropus
- Az emberfélék fosszíliáinak listája